# Xanthoparmelia hafellneri
Xanthoparmelia hafellneri är en lavart som beskrevs av Elix. Xanthoparmelia hafellneri ingår i släktet Xanthoparmelia och familjen Parmeliaceae.   Inga underarter finns listade i Catalogue of Life.